# Erika Lust (Regisseurin)

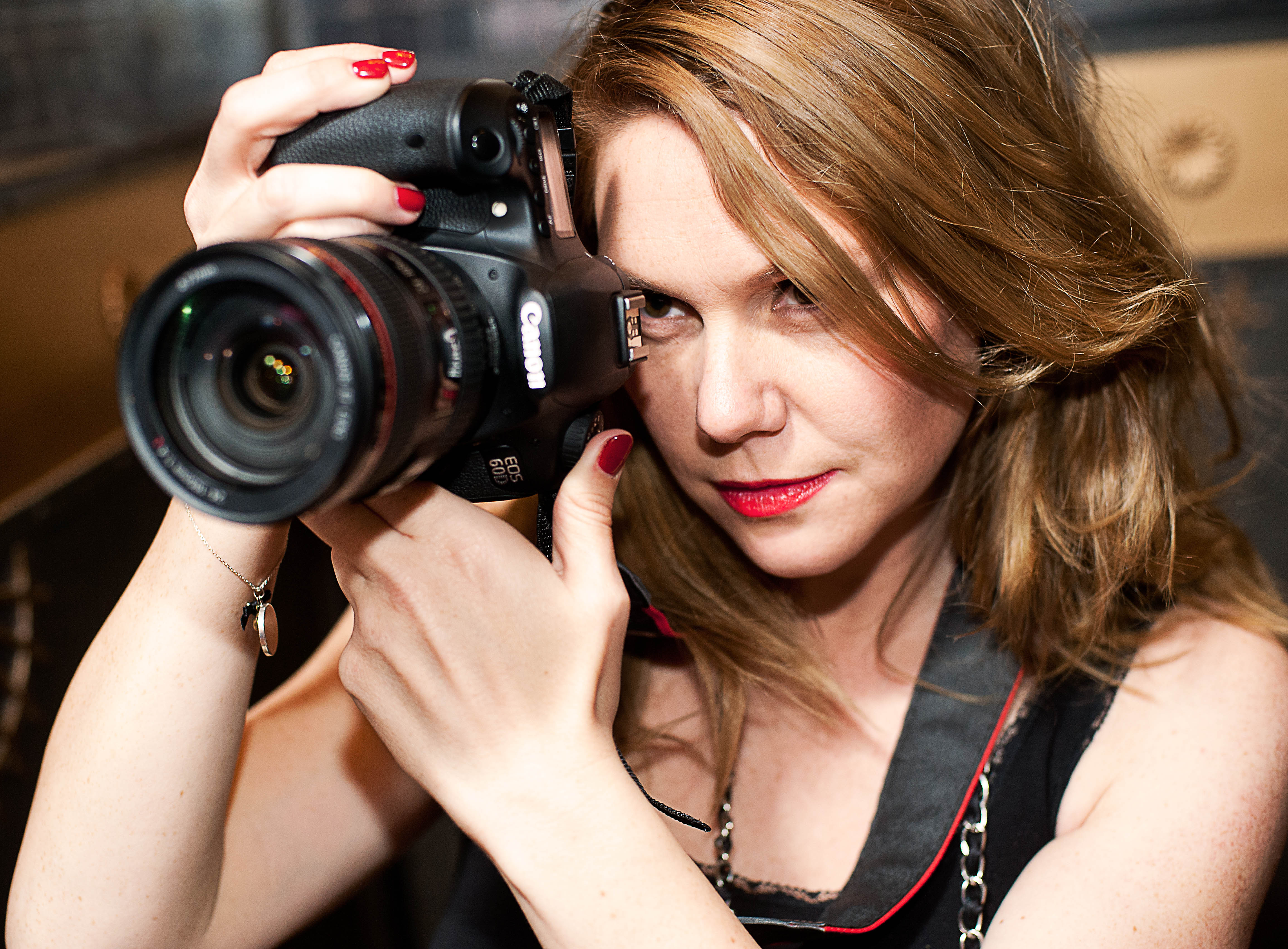
Erika Lust (2012)

Erika Lust (* 1977 in Stockholm als Erika Hallqvist) ist eine schwedische Drehbuchautorin, Regisseurin, Filmproduzentin und Autorin. Sie ist eine der Pionierinnen feministischer Pornografie. Sie lebt und arbeitet in Barcelona.

## Leben
Lust studierte Politikwissenschaften an der Universität Lund mit dem Schwerpunkt Menschenrecht. Nach ihrem Abschluss siedelte sie 2000 nach Barcelona über. Nach Tätigkeiten am Theater gründete sie 2004 die Produktionsfirma Lust Films, mit der sie sich auf das Genre feministischer Erotikfilme spezialisierte. Sie fungiert als Drehbuchautorin, Regisseurin und Produzentin. Sie ist mittlerweile auch als Autorin tätig.
Lust ist verheiratet und hat mit ihrem Mann zwei Kinder.

## Werk
Nach Erika Lusts Angaben haben ihre Produktionen etwa 40 Prozent weibliche und 60 Prozent männliche Zuschauer. Sie selbst nennt ihre Arbeit lieber „ethischen Porno“ als „feministischen Porno“. Ihre Arbeit unterscheide sich von herkömmlichen Pornos, da in ihrer Firma 15 Frauen mitarbeiten, vom Make-up über die Kamerafrau bis zur Tontechnikerin. Bei klassischen Pornodrehs sei die Crew fast ausschließlich männlich.
Anders als in klassischen Pornos will Erika Lust nicht den Mann in den Mittelpunkt stellen und die Frau so zum Objekt seiner Lust und Befriedigung machen, das sei sexistisch. Sie möchte dagegen „einfach Paare beim Sex zeigen. Der kann mal lustig, mal hart sein, mal romantisch, mal verspielt. Und ich will mit meiner Kamera beobachten, wie alle beteiligten Personen gemeinsam Lust empfinden – im Geben und Nehmen. Es geht um Menschen, nicht um sich penetrierende Werkzeuge.“
Ihr Erstlingswerk, der Kurzfilm The Good Girl, bei dem sie für Drehbuch und Regie verantwortlich zeichnet, entstand 2004 kurz nach der Gründung ihrer eigenen Produktionsfirma, Lust Films. Dieser Kurzfilm floss 2007 in den Spielfilm Five Hot Stories for Her, eine Anthologie fünf erotischer Kurzgeschichten, ein, der mit mehreren internationalen Preisen ausgezeichnet wurde, darunter 2007 der für das „Beste Drehbuch“ beim internationalen Erotikfilmfestival in Barcelona (FICEB Award), der Eroticline-Award bei der Venus-Verleihung 2007 in Berlin sowie der für den „Besten Film des Jahres“ bei den Feminist Porn Awards in Toronto (2008). Beim CineKink Festival in New York (2008) wurde der Streifen lobend erwähnt. 2008 drehte sie den Experimentalfilm Barcelona Sex Project, der am Venus Festival Berlin (2008) ausgezeichnet sowie bei CineKink in New York (2009) und X-RATED in Amsterdam (2009) vorgeführt wurde. 2010 erschien ihr Film Life Love Lust. Darüber hinaus drehte sie zwei weitere Kurzfilme mit Handcuffs (2009), der mehrfach prämiert wurde, und Love me like you hate me (2010), die sich beide mit den Themen Fetisch und BDSM beschäftigen.
Ihr Buch Good Porn erschien 2009 unter dem Titel X – Porno für Frauen im Heyne Verlag in deutscher Sprache.
In ihrer Rede anlässlich des TEDxVienna Events 2014 bezog Erika Stellung zu ihrem Werk in Relation zu herkömmlichen pornographischen Filmen.

## Seit 2013: XConfessions
Lusts Kurzfilmreihe XConfessions basiert auf Crowdsourcing. Die Nutzer können auf der Website des Projektes anonym erotische Geständnisse verfassen. Erika Lust wählt jeden Monat zwei dieser Geständnisse aus und verfilmt diese. Bisher wurden sechs Sammelbände veröffentlicht. XConfessions wurde 2014 im Rahmen des Pornfilmfestival Berlin vorgestellt. Weitere Vorführungen fanden 2015 auf dem Raindance Filmfestival in London und auf dem Chicago International Film Festival statt. Zwei ausverkaufte Auszüge der XConfession Reihe wurden 2016 im Kino Babylon gezeigt.

## Filmografie (Auswahl)

### Spielfilme
- 2008: Barcelona Sex Project
- 2010: Life Love Lust
- 2011: Cabaret Desire
- 2019: The Intern: A Summer of Lust

### Kurzfilmsammlungen
- 2007: Five Hot Stories for Her inkl. Something about Nadia
- 2013: XConfessions vol. 1
- 2014: XConfessions vol. 2 inkl. The Art of Spanking
- 2014: XConfessions vol. 3
- 2015: XConfessions vol. 4
- 2015: XConfessions vol. 5
- 2016: XConfessions vol. 6
- 2016: XConfessions vol. 7
- 2016: XConfessions vol. 8
- 2017: XConfessions vol. 9
- 2017: XConfessions vol. 10
- 2017: XConfessions vol. 11
- 2017: XConfessions vol. 12
- 2018: XConfessions vol. 13
- 2018: XConfessions vol. 14
- 2018: XConfessions vol. 15
- 2018: XConfessions vol. 16
- 2020: XConfessions vol. 23[11]
- 2021: The Saree Shop[12]

### Kurzfilme
- 2004: The Good Girl
- 2009: Handcuffs
- 2010: Love Me Like You Hate Me (in Kollaboration mit Venus O’Hara)
- 2011: Room 33 (Fortsetzung von Handcuffs)

## Bücher
- 2009: X – Good Porn. (deutsche Ausgabe: X – Porno für Frauen. Wilhelm Heyne Verlag, München 2009, ISBN 978-3-453-67572-8)
- 2010: Erotik Bibel Europas. (Booqs Publishers Verlag, ISBN 978-94-90822-13-2)
- 2010: Love me – hate me: Alles über Lust und Schmerz (Books Publishers Verlag, ISBN 978-94-90822-12-5)
- 2011: Six Female Voices: Erotic and Photographic Tales with Antia Pagant (Booqs Publishers Verlag, ISBN 978-94-90822-17-0)
- 2013: Let's Make a Porno: a Practical Guide to Filming Sex. (E-Book)
- 2014: La Cancíon de Nora (deutsche Ausgabe: Nächte in Barcelona. Wilhelm Heyne Verlag, München 2014, ISBN 978-3-453-67674-9)

## Auszeichnungen
| Jahr | Organisation                        | Auszeichnung                   | Kategorie                        | Werk                          | Ergebnis  |
| ---- | ----------------------------------- | ------------------------------ | -------------------------------- | ----------------------------- | --------- |
| 2005 | Barcelona Intl Erotic Film Festival | Ninfa Award                    | First Prize for Short X-Films    | The Good Girl                 | Gewonnen  |
| 2007 | Barcelona Intl Erotic Film Festival | Ninfa Award                    | Best Screenplay                  | Five Hot Stories for Her      | Gewonnen  |
| 2007 | Venus Fair Berlin                   | Eroticline Award               | Best Adult Film for Women        | Five Hot Stories for Her      | Gewonnen  |
| 2008 | Good for Her Toronto                | Feminist Porn Award            | Movie of the Year                | Five Hot Stories for Her      | Gewonnen  |
| 2008 | Cinekink New York                   | Cinekink Award                 | Best Short                       | Something about Nadia         | Geehrt    |
| 2008 | Venus Fair Berlin                   | Eroticline Award               | Best Erotic Documentary          | Barcelona Sex Project         | Gewonnen  |
| 2009 | Good for Her Toronto                | Feminist Porn Award            | Movie of the Year                | Barcelona Sex Project         | Geehrt    |
| 2010 | Cinekink New York                   | Cinekink Award                 | Best Experimental Short Film     | Handcuffs                     | Gewonnen  |
| 2010 | Good for Her Toronto                | Feminist Porn Award            | Sexiest Short Film               | Handcuffs                     | Gewonnen  |
| 2011 | Good for Her Toronto                | Feminist Porn Award            | Movie of the Year                | Life Love Lust                | Gewonnen  |
| 2011 | Cinekink New York                   | Cinekink Award                 | Best Short                       | Room 33                       | Geehrt    |
| 2011 | Orgazmik Zürich                     | Orgazmik Award                 | Best Film (Couples)              | Cabaret Desire                | Gewonnen  |
| 2012 | Good for Her Toronto                | Feminist Porn Award            | Movie of the Year                | Cabaret Desire                | Gewonnen  |
| 2012 | Cinekink New York                   | Cinekink Audience Choice Award | Best Narrative Feature           | Cabaret Desire                | Gewonnen  |
| 2012 | Cupido Norway                       | Cupido Filmpris                |                                  | Handcuffs                     | Gewonnen  |
| 2014 | Good for Her Toronto                | Feminist Porn Award            | Hottest Straight Vignette Series | XConfessions vol. 1           | Gewonnen  |
| 2014 | Fetisch Film Festival Germany       | Fetisch Award                  | Best Feature-Length              | XConfessions vol. 1           | Gewonnen  |
| 2015 | Good for Her Toronto                | Feminist Porn Award            |                                  | The Art of Spanking           | Nominiert |
| 2015 | Good for Her Toronto                | Feminist Porn Award            | Hottest Straight Vignette        | XConfessions vol. 2           | Gewonnen  |
| 2015 | Good for Her Toronto                | Feminist Porn Award            | Website                          | xconfessions.com              | Geehrt    |
| 2016 | Cinekink New York                   | Cinekink Awards                | Best Narrative Short Films       | An Appointment with my Master | Gewonnen  |